# Nejsvětější Trojice

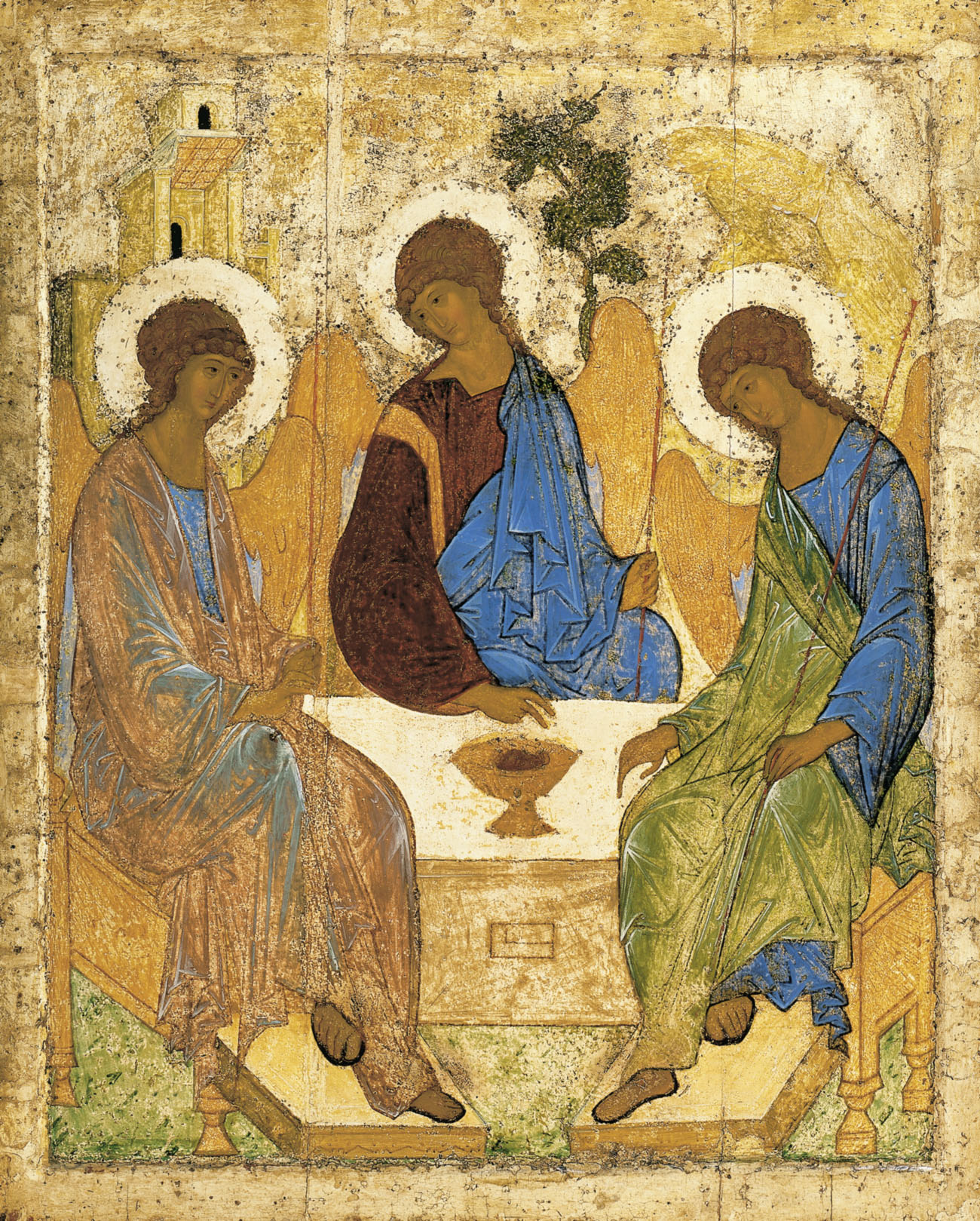
Andrej Rublev, Návštěva u Abraháma, 1410, Treťjakovská galerie, Moskva – symbolické vyjádření Nejsvětější Trojice

Svatá Trojice, Nejsvětější Trojice, Přesvatá Trojice, Boží Trojice či trojjediný Bůh je společné označení Boha v křesťanském dogmatu o trojjedinosti, třech božských osobách, totiž Bohu Otci (Bůh, stvořitel světa), Bohu Synu (Ježíš Kristus, vykupitel světa) a Bohu Duchu Svatém (posvětitel světa), které sdílejí jediné božství.

## Křestníformule vMatoušově evangeliu(28,19–20):
| „             | Jděte ke všem národům a získávejte mi učedníky, křtěte je ve jménu Otce i Syna i Ducha Svatého a učte je, aby zachovávali všecko, co jsem vám přikázal. | “ |
| — Mt 28,19–20 | |   |

Tento příkaz vyslovila osoba 'Syna', tedy Ježíš Kristus. Podle rozdílného pochopení jeho podstaty je označován buď za Božího Syna nebo za Všemohoucího a ve všem plně rovnocenného Boha Syna.
Druhá varianta odpovídá učení o Nejsvětější Trojici. První varianta nezpochybňuje Ježíšovo božství, nicméně je duchovní osobou samostatnou, která není součástí trojjediného Boha, a která nemá být uctívána, nýbrž poslouchána.
Někteří badatelé se domnívají, že tento výrok takto doslova Ježíš nevyslovil a posun významu k trojičnosti je spíše odrazem pozdější reflexe. Pro tento názor nejsou ani podpůrné, ani vyvracející důkazy.
Řecké slovo τρίας (trias, trojice) se objevuje až ve 2. století u apologetů, např. u Athenagory z Athén:
| „                     | (Křesťané) znají Boha a jeho Logos, vědí, co znamená jednota Syna s Otcem, co znamená společenství Syna s Otcem, co je Duch, co je jednota této triady, Ducha, Syna a Otce, a co značí rozlišení v této jednotě. | “ |
| — Athenagoras z Athén | |   |

V západní církvi se objevuje latinské slovo trinitas (trojice) na počátku 3. století u Tertulliana. Jedná se o neologismus, který Tertullianus vyvinul, aby zároveň postihl trojici i jednotu (tres + unitas). Tertullianus také zavádí pro Otce, Syna a Ducha svatého označení persona, osoba. Rozlišuje také původně právnický pojem substantia pro označení úhrnu těchto osob a personae pro jednotlivé strany tohoto celku. Podle tohoto rozlišení je Bůh ve své substanci jeden, ale v monarchii, panování jediného Boha, jsou činné tři personae, totiž Otec, Syn a Duch Svatý. Podle jiné verze původu těchto pojmů užil Tertullian metafory kartaginského divadla, v němž si herci nasazovali na obličej masku (persona), která představovala jejich úlohu.
Řecká teologie 4. století, která měla rozhodující vliv na vypracování nauky o Trojici, užívá místo pojmu osoba řeckého slova ὑποστάσις (hypostasis, skutečnost, existence, přirozenost), jehož se i dnes v teologii užívá, neboť moderní pojem osoby je často nesprávně zaměňován se starověkým pojmem osoba.

## Přijetí nauky v minulosti a současnosti

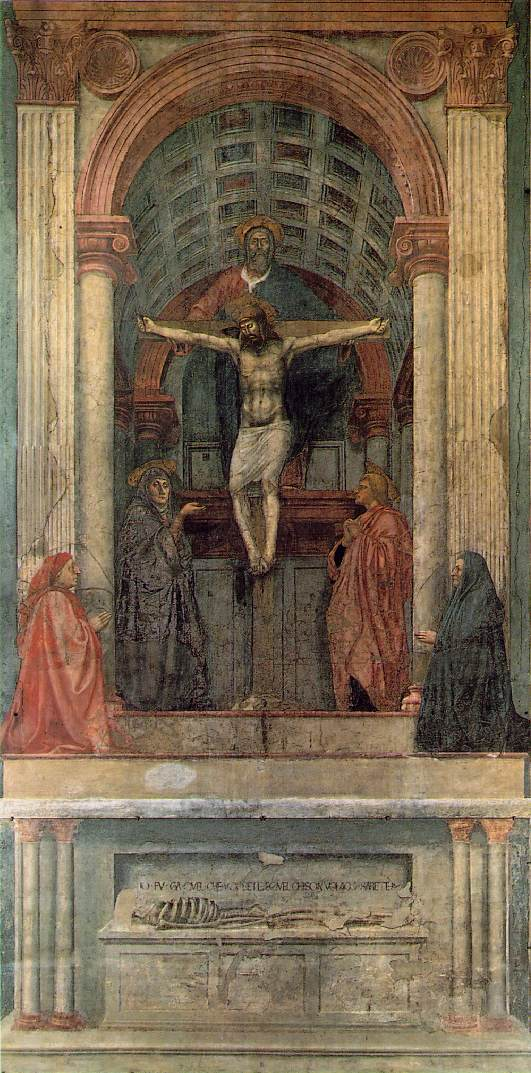
Svatá Trojice (freska)
Santa Maria Novella, Florencie

Podobně jako u jiných ústředních témat křesťanské nauky, např. christologie či spásy, nebyl v prvních staletích jednoznačně definován ani vzájemný vztah Otce, Syna a Ducha Svatého. Již záhy se však objevuje jasné vymezení proti extrémům, které představoval adopcionismus či dokétismus. Proti víře v trojjedinost existoval od počátku v křesťanství i odpor, především proto, že podle názoru odpůrců představa Trojice odporuje absolutnímu monoteismu. Odpor existoval i z dualistických pozic: někteří gnostici přišli s teorií nemilosrdného Boha Starého zákona a stvořitele světa a milosrdného láskyplného Boha Nového zákona, Ježíše Krista.
V průběhu 4. století došlo k poměrně rychlému vnitrocírkevnímu posunu ve vnímání této nauky v souvislosti s ariánskou krizí a Prvním konstantinopolským koncilem (381). Církev pak přijala za vlastní nauku obsah Nicejského vyznání a Nicejsko-konstantinopolského vyznání; tato vyznání uznává naprostá většina současných křesťanských církví. Ariánství přežívalo ještě několik staletí u germánských kmenů, avšak v teologických debatách již nehrálo žádnou roli.
V současnosti je nauka o Trojici součástí vyznání Světové rady církví a uznávají je všechny zúčastněné církve včetně katolické. Podobně přijímají tuto nauku také církve evangelikální.

## Náboženské společnosti nevyznávající nauku o Trojici
Některé náboženské společnosti oddělené od křesťanství nevyznávají nauku o Trojici a většinou odmítají také nauku o božství Ježíše Krista nebo jej pokládají za nižšího než je Bůh. Někteří již nepovažují tyto denominace za křesťanské, neboť církve sebe definují jako křesťanské skrze jednotnou víru v Božího Syna.
Mezi tyto denominace patří například svědkové Jehovovi, kristadelfiáni a unitáři. Svědci Jehovovi vyučují božství Krista v definici první stvořená bytost, archanděl Michael. Kristadelfiáni nevěří v předlidskou existenci a unitáři považují Ježíše Krista za pouhého člověka, odmítají jeho vzkříšení i předlidskou existenci. Stejně tak vyznavači judaismu, islámu a bahá’í. Věřící muslimové a bahaisté ovšem pokládají Ježíše za jednoho z proroků, byť ne nejdůležitějšího. Kvakeři naopak nemají žádnou definici Boha, ať již trojiční či protitrojiční. Některé církve pak sice uznávají trojiční dogma, avšak zároveň jej chápou jinak - mormoni např. mluví o 3 osobách, které jsou nezávislé, nejsou součástí Trojice, ale jednají ve všem vždy stejně. Rastafariáni považují etiopského císaře za vtělení Krista.

## Trojice v životě křesťana
Navzdory názorům, že nauka o Nejsvětější Trojici nemůže mít žádný vliv na způsob, jakým křesťan prožívá svou víru, přesto má podle křesťanství tato nauka zásadní vliv na spásu člověka. Podle apoštola Pavla mají křesťané „skrze Krista v jednom Duchu přístup k Otci“ (Ef 2,18). Cílem křesťanského života je společenství s Otcem a věčný život. Ten Bůh daruje lidstvu tím, že se spojuje s lidstvím vtělením Ježíše Krista, který vydává svůj život za hříšníky, a tak je možná obnova přátelství člověka s Bohem. Prostředkem, kterým Bůh navazuje pouto mezi věřícím a Ježíšem, je Duch Svatý, který sjednocuje církev a uschopňuje křesťana, aby žil podle Boží vůle. Křesťan již během svého života vstupuje do společenství tří osob, které sdílejí jediné božství. Nauka o Trojici proto není pouze akademickou záležitostí, ale kontroverze ohledně této nauky se dotýkaly jádra křesťanské víry a způsobu života.

## Svátek Nejsvětější Trojice
Následuje další neděli po neděli Svatodušní. Poté následuje Slavnost Těla a Krve Páně (Svátek Božího Těla, Corpus Cristi), v posledních dvou stoletích slavený průvody mimo kostel, zpravidla ve čtvrtek (za 1. ČSR den pracovního klidu, v současné době jej v Čechách některé farnosti slaví až následující neděli), kterým letnice končí. Svátek Božího Těla je v současnosti též volným dnem v řadě zemí (Německo, Rakousko, Polsko, Španělsko – Madrid).
Druhý pátek po neděli "Nejsvětější Trojice" se v římskokatolické liturgii slaví slavnost Nejsvětější Srdce Ježíšovo a o týden později vždy v sobotu Neposkvrněné Srdce Panny Marie.

## Výtvarné umění

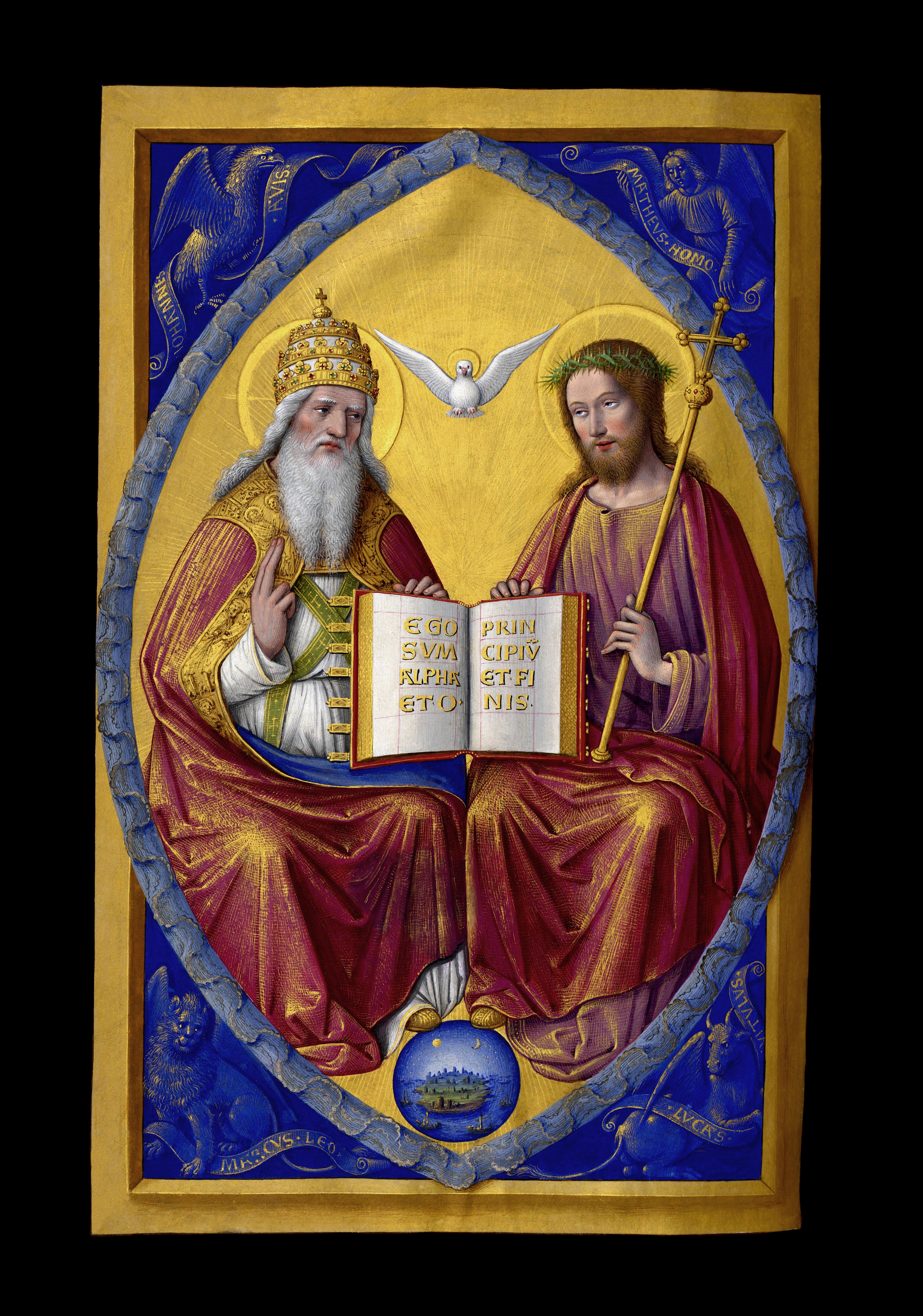
Zobrazení Nejsvětější Trojice na středověké iluminaci

Ve výtvarném umění je Nejsvětější Trojice někdy zobrazována zpodobněním postavy starého Boha-Otce, mladého Ježíše Krista a Ducha Svatého v podobě holubice (např. v kompozici Trůn milosti aj.). Jindy je symbolizována trojúhelníkem, jako v případě Božího oka nebo uplatněním trojbokého půdorysu zvláště u trojičních sloupů. Příkladem může být trojboký morový sloup na pražském Malostranském náměstí, jehož sochařská výzdoba vrcholí postavami Krista, Otce a holubice při obelisku, který je zakončen zlatým trojúhelníkem s Božím okem. V Irsku je tradičním znázorněním trojiční víry trojlístek, na němž prý dávným Irům trojjedinost vysvětloval svatý Patrik.

## Trinitární teologie
Jedná se o odvětví teologie, které se zabývá křesťanským dogmatem o Nejsvětější Trojici. Trinitární teologie náleží vedle christologie k základním teologickým odvětvím. Učení o Nejsvětější Trojici formulovala církev na prvních čtyřech ekumenických koncilech a je zahrnuto v křesťany obecně uznávaných vyznáních víry, zvláště v nicejsko-konstantinopolském vyznání.
Mezi významné trinitární spisy patří De trinitate Hilaria z Poitiers ze 4. století a De trinitate Aurelia Augustina z první třetiny 5. století. V Augustinově trinitární teologii hraje klíčovou úlohu jeho teorie vnitrobožských vztahů. Boží podstata je jednoduchá, nepodléhající žádné změně, není v ní případkové bytí. Proto Augustin hledal rozlišení Otce, Syna a Ducha Svatého pomocí kategorie vztahu (nebyl prvním, toto řešení má svůj počátek v teologii sv. Řehoře Naziánského). V Bohu tak jsou subsistující vztahy otcovství, synovství a pasivního darování. Otec věčně plodí Syna a Syn „vydechuje“ Ducha Svatého, Syn je věčně plozen a „vydechuje" Ducha Svatého, Duch Svatý je věčně „vydechován“ Otcem a Synem. Mají společný, věčný a naprosto dokonalý úkon vědění, chtění a bytí. Jednají jako „jediný princip“.